# Dorothea Seror

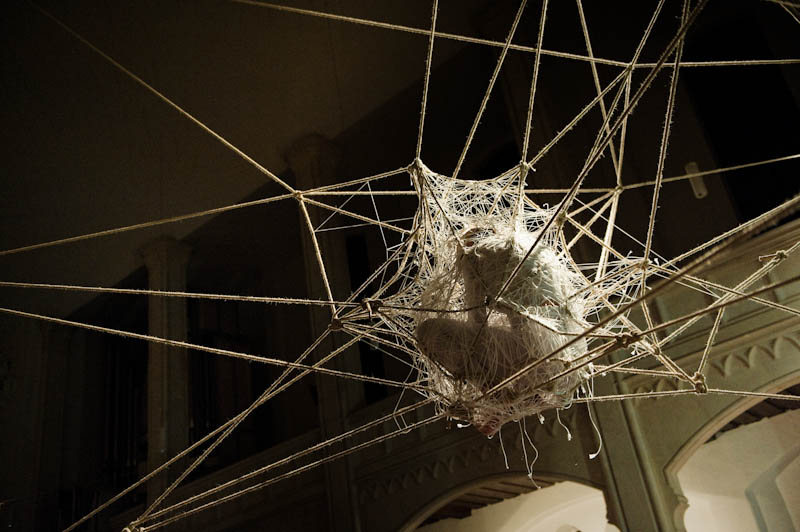
Buddha’s waiting, Performance, 2012, Munich

Dorothea Seror (* 1. November 1961 in München) ist eine deutsche Künstlerin. Ihr Werk umfasst Performance, Installation, Inszenierung und Körperkunst. Dorothea Seror lebt und arbeitet in München.

## Biografie
Seror wuchs als eines von vier Kindern einer Mittelschichtsfamilie im Münchner Vorort Obermenzing auf. Nach dem Schulabschluss brach sie, finanziert durch Gelegenheitsjobs, zu einer Weltreise auf. Nach vielen Stationen fasste sie in Haifa Fuß, wo sie unter anderem ein Lebensmittelgeschäft führte und sich der Malerei widmete. Zurück in Deutschland bekam sie drei Kinder. Sie intensivierte ihre autodidaktischen Studien im Bereich ihrer künstlerischen Tätigkeit. Ihre Bilder wurden in diversen Ausstellungen in kleineren Galerien gezeigt. Zugleich studierte sie an der Ludwig-Maximilians-Universität München Kunstgeschichte, Anglistik und Judaistik.
Seror studierte Malerei und Grafik bei Robin Page an der Akademie der Bildenden Künste München und erstellte performance-ähnliche Werke. Bereits als Studentin verursachte sie eine Reihe von „Skandalen“, etwa als sie ihre Prüfer als Geschlechtsteile darstellte, oder das Wappen der oberbayerischen Stadt Isen interpretierte, indem sie die zweischweifige Melusine mit primären Geschlechtsmerkmalen ausstattete. Eine von der Stadt Isen angestrengte Klage wegen Verunglimpfung ihres Hoheitszeichens wurde letztinstanzlich vom Bayerischen Oberlandesgericht abgewiesen.
Ab 2001 arbeitete sie als Kunstlehrerin am Gymnasium in Tutzing. 2006 gab sie diese gesicherte Existenz auf, um als freie Künstlerin zu arbeiten. Zugleich nahm sie einen Lehrauftrag an der Münchner Kunstakademie für „künstlerische Performance“ an. Ausgedehnte Reisen, die sie in die Karibik, nach Gambia, Burkina Faso, an die Elfenbeinküste sowie in die USA und in viele Länder Europas führten, nutzte sie unter anderem für ihre tanzperformative Weiterentwicklung. Sie tanzte in verschiedenen Ensembles und arbeitete bei zahlreichen Projekten des Tänzers und Choreografen Felix Ruckert mit. Sie gründete zahlreiche Künstlergruppen, darunter SaDo (1995 mit Saba Bussmann), apfel ypsilon (2005 mit Saba Bussmann, Manuela Hartel, Aleksandar Spasoski) und White Market (2009 mit Claudia Kappenberg). 'White Market' ist ein Label zur Erforschung der Vermarktungsmöglichkeiten von Performancekunst.
Im Jahr 2012 erhielt Seror das Arbeits- und Fortbildungsstipendium der Stadt München für Recherchearbeiten zu inklusiven Körperbildern.
Seit 2011 ist sie in die Entwicklung des „Kreativqurtiers München“ involviert. Zu ihren Projekten gehören das „Leonrod-haus für Kunst“, außerdem hat sie mehrere Festivals und Veranstaltungen auf dem Gelände organisiert und kuratiert. Seit 2014 kuratiert sie regelmäßig den  Performancespace „break through“ und etablierte die interdisziplinäre Gruppe „Zona Libre“ (foodsharing, Permakultur, solidarische Landwirtschaft, Kunstprojekte usw.) auf dem „Kreativ Quartier“.
Als Solokünstlerin wurde sie auf internationale Biennalen in Enschede/Holland und Lagos/Nigeria eingeladen. Sie nahm teil an internationalen Performance Kunst Festivals in Israel, Schweden, Italien, Frankreich und China und erhielt Artist-in-Residence-Aufenthalte in Dänemark, England, Holland, Deutschland, Frankreich, Israel und weiteren Ländern.
Ihr künstlerisches Œuvre beinhaltet Performances, Videos, Installationen, Objekte Regie und vieles mehr.